# 히어로 인사이드
《히어로 인사이드》(원제: Hero Inside)는 대한민국의 애니메이션으로, 2024년 8월 17일부터 12월 21일까지 KBS 1TV에서 방영했다가 2025년 3월 15일부터 같은 채널에서 5월 31일까지 종료했다.

## 방송 일시
| 방송 채널 | 방송일                      | 방송 시간 |
| --------- | --------------------------- | --------- |
| KBS 1TV   | 2024년 8월 17일 ~ 12월 21일 | 종료      |
| KBS 1TV   | 2025년 3월 15일 ~ 5월 31일  | 종료      |

## 줄거리
어느 날, 내 만화책 속의 슈퍼 히어로가 살아났다! 오직 상상력이 있는 사람만이 소환할 수 있는 슈퍼 히어로. 저 세상의 텐션인, 히어로 파티가 지금 시작된다!

## 등장 인물

### 주연
- 마이클(슈퍼 어썸맨)
- 닉(비즈니스 매니저)
- 루시(X)

### 조연
- 키아라
- 타라
- 베키
- 디에고
- 커빈슨 할머니
- 티모
- 닥터 테니슨

### 빌런
- 더크 오
- 에스텔
- 에드
- 크리스타
- 해니건

### 스캇 코믹스 히어로
- 크라잉맨
- 블랙 나이트
- 럭키
- 그래비티
- 머미걸
- 스파큘리스
- 디스코 듀오 (부기, 우기)
- 그레이트 핑거
- 미스터 저스티스
- 젤리킹
- 허밍 버드맨
- 프로페서 Z
- 긴세그맨
- 실프

## 목소리 출연

### 원어판
- 마크 톰슨: 마이클, 블랙 나이트, 더크 오, 조연
- 제임스 브라운 주니어: 닉
- 서맨사 쿠퍼: 루시, 조연
- 바렛 레디: 크라잉맨
- 저스티스 볼딩: 타라
- 시모나 버먼: 베키
- 헤더 힐: 조연
- 톰 웨일랜드: 조연

### 한국어판
- 김혜성: 마이클
- 신용우: 닉
- 소연: 루시, 엑스, 키아라
- 홍범기: 크라잉맨, 조연
- 온영삼: 그레이트 핑거
- 송준석: 그래비티
- 정유정: 타라
- 이정구: 블랙나이트
- 최낙윤: 더크 오
- 최현수: 럭키, 슈퍼스캇
- 김연우: 머미걸, 실프
- 유해무: 허밍 버드맨
- 장민혁: 미스터 저스티스
- 장성호: 프로페서 Z

## OST

### 오프닝
《WE R THE HEROES》
작곡, 편곡, 작사, 노래, 기타, 베이스, 녹음 엔지니어: DOLLY HWANG

### 삽입곡
《JUST AS YOU ARE》
작곡, 편곡, 작사, 노래, 기타, 녹음 엔지니어: BUMPIZ
《FOR REAL》
작곡, 편곡, 작사, 노래, 기타, 녹음 엔지니어: BUMPIZ
녹음 스튜디오: 둥사운드
《BLACK KNIGHT》
작곡, 편곡, 작사: BUMPIZ / 노래: 유지애, GYMJY / 기타: BUMPIZ
녹음 스튜디오: 둥사운드 / 녹음 엔지니어: 유지애, BUMPIZ
《CRY FOR YOU》
작곡, 편곡, 작사, 기타: BUMPIZ / 노래: XYZ
녹음 스튜디오: 둥사운드,  WAON STUDIO / 녹음 엔지니어: BUMPIZ, XYZ

### 엔딩
《TEENAGE DREAMING》
작곡, 편곡, 노래, 기타, 베이스, 녹음 엔지니어: DOLLY HWANG / 작사: PAUL Y. KIM
녹음 스튜디오: PURPLE MOON

## 제작진
- 책임 프로듀서: 손수희 (1 ~ 6화) 이태헌 (7 ~ 20화)(KBS)
- 프로듀서,연출: 이순주(파트1) 박창, 황응구(파트2)(KBS) 오지원
- 기획. 원작. 제작: 밀리얼불트
- 창작: 맹주공, 고태욱, 김지현
- 제작: 윤상현, 맹주공
- 총괄 프로듀서: 이종민, 김영수, 맹주공
- 맹주공, 고태욱(KBS) 감독
- 연출 & 스토리
  - 감독: 맹주공
  - 조감독: 고태욱, 김지현
  - 스토리 슈퍼바이저 고태욱, 김지현, 오지원
  - 스토리 아티스트 황원
  - 스크립트 슈퍼바이저 Jake Goldman
  - 작가: Jake Goldman, Doug Lieblich, Nadia Osman, Nick Watson, Jesse Goldman
- 프로듀서: 남상원
- 프로덕션 매니저: 신세민
- 미술: 권난다비 위현송, 정희경, 정성민 이만중, 김보미, 백창래, 박선영
- 어셋 슈퍼바이저: 남상우
- 모델링 슈퍼파이저: 김기표, 하정윤, 김태영
- 룩디벨롭 아티스트: 전혜림, 이연주
- 리깅: 우정우, 복진아, 김기택, 유민주
- 애니메이션 감독: 이종은, 최민철(KBS)
- 애니메이션 슈퍼바이저: 김경민, 최민철, 김유진, 노보람
- 애니메이터: 최은희, 김도영, 배경식, 김지혜, 고현숙, 김윤희, 백나실, 홍성준, 박진호, 최수현, 김성수, 전지훈 김경민
- VFX 슈퍼바이저: 김형기
- 라이팅 슈퍼바이저: 이태인
- 라이팅 아티스트: 황병현, 홍이성
- 이펙트 슈퍼바이저: 김세왕
- 이펙트 아티스트: 오새봄
- 합성 슈퍼바이저: 정윤희
- 합성 아티스트: 김남민
- 녹음제작실
- 사운드 스튜디오: 둥사운드
- 오프닝 작곡·편곡·작사·노래: Dolly HWANG
- 엔딩곡 작곡·편곡·노래: Dolly HWANG
- 엔딩 작사: Paul Y. KIM
- 마스터링: SBA 서울애니메이션센터
- 홈페이지제작: 김연재, 정상빈(KBS미디어)
- 종합편집: 이수은, 김수애(KBS)
- 자막디자인: 황은서(KBS)
- 조연출: 차한결(KBS)
- 기획: KBS
- 제작: CJ ENM, MILLION VOLT ANIMATION STUDIOS, YGG GLOBAL COMPANY LIMITED, Tencent Video
- ⓒ 2023 ~ 2024 CJ ENM, MILLION VOLT, YGG GLOBAL LIMITED, TENCENT ALL RIGHTS RESERVED

## 방영 목록
| 회차       | 제목                           | 원제                                                | 방송 일자        |
| ---------- | ------------------------------ | --------------------------------------------------- | ---------------- |
| 1화        | 정의를 위해 울부짖다           | Cry for Justice                                     | 2024년 8월 17일  |
| 2화        | 가장 어두운 밤                 | The Darkest Night                                   | 2024년 8월 24일  |
| 3화        | 위대한 그래비티                | Great Gravity                                       | 2024년 9월 28일  |
| 4화        | 나일강의 보석                  | Jewel of the Nile                                   | 2024년 10월 5일  |
| 5화        | 펑키 그루브가 들리면           | When you hear that Funky Groove, I'm Coming for You | 2024년 10월 12일 |
| 6화        | 제 식물에 물 좀 주시겠어요?    | Can you Water my Plants?                            | 2024년 10월 19일 |
| 7화        | 내 손에 장갑을                 | Give me My Gloves                                   | 2024년 11월 2일  |
| 8화        | 두 번의 웃음                   | Two Smiles                                          | 2024년 11월 9일  |
| 9화        | 코이트 타워에서                | Top of Coit Tower                                   | 2024년 11월 16일 |
| 10화       | 혁명                           | Revolution                                          | 2024년 11월 23일 |
| 11화       | 악당 VS 영웅                   | Villains VS Heroes                                  | 2024년 12월 21일 |
| 12화       | 스트로베리 온 더 에어          | Strawberry on the Air                               | 2025년 3월 15일  |
| 13화       | 범죄자와 카멜레온              | Criminals & Chameleon                               | 2025년 4월 5일   |
| 14화       | 강렬한 인터뷰                  | Hard-Hitting Interview                              | 2025년 4월 12일  |
| 15화       | 좋은 것과 나쁜 것, 그리고 젤리 | The Good, The Bad, And the Jelly                    | 2025년 4월 19일  |
| 16화       | 동전 강도                      | Coin Robber                                         | 2025년 4월 26일  |
| 17화       | 어지러운 디운트 단서           | Dizzy Diunt Clues                                   | 2025년 5월 3일   |
| 18화       | 특별 배달                      | Special Delivery                                    | 2025년 5월 10일  |
| 19화       | 책을 구매하세요                | Get the Book                                        | 2025년 5월 17일  |
| 최종화(20) | 다리 위에서의 전투             | Battle on the Bridge                                | 2025년 5월 31일  |

## 결방 및 편성안내
- 2024년 8월 31일 ~ 9월 7일: 2024 파리 패럴림픽의 관계로 인해 결방했다.
- 2024년 9월 14일: 가요무대(재)의 관계로 인해 결방했다.
- 2024년 9월 21일: KBS 특별 생방송 2024 청년의 날 기념식의 관계로 인해 결방했다.
- 2024년 10월 26일: 강한 소상공인 2024 넥스트 라이콘의 탄생의 관계로 인해 결방했다.
- 2024년 11월 30일: 2024 천하장사 씨름대축제: 금강장사의 관계로 인해 결방했다.
- 2024년 12월 7일: KBS 뉴스특보 윤석열 탄핵 국회 생중계의 관계로 인해 결방했다.
- 2024년 12월 14일: KBS 뉴스특보 윤석열 탄핵 제2차 국회 생중계의 관계로 인해 결방했다.
- 2025년 3월 8일: KBS 뉴스특보 윤석열 석방 여부 논의 관계로 인해 결방했다.
- 2025년 3월 22/29일: KBS 뉴스특보 2025년 대한민국 산불 관계로 인해 결방했다.
- 2025년 5월 24일: 2025 국제양궁대회의 관계로 인해 결방했다.